# جووانی فرتی (بازیکن فوتبال)
جووانی فرتی (انگلیسی: Giovanni Ferretti; ۱۵ ژانویهٔ ۱۹۴۰ – ۵ اوت ۲۰۰۷) بازیکن فوتبال اهل ایتالیا بود.
از باشگاه‌هایی که در آن بازی کرده‌است می‌توان به باشگاه فوتبال اینتر میلان، باشگاه فوتبال مودنا، باشگاه فوتبال رجانا، باشگاه فوتبال پالرمو، و باشگاه فوتبال اتلتیکو آرتزو اشاره کرد.